# سامي جونز (مغني)
سامي جونز (بالإنجليزية: Sammy Johns)‏ هو مغني ومغن مؤلف أمريكي، ولد في 7 فبراير 1946 في تشارلوت في الولايات المتحدة، وتوفي في 4 يناير 2013 في غاستونيا في الولايات المتحدة.

## وصلات خارجية
- سامي جونز على موقع IMDb (الإنجليزية)
- سامي جونز على موقع ميوزك برينز (الإنجليزية)
- سامي جونز على موقع أول ميوزيك (الإنجليزية)
- سامي جونز على موقع ديسكوغز (الإنجليزية)